# Lucchitta-Gletscher
Der Lucchitta-Gletscher ist ein 30 km langer Gletscher im westantarktischen Ellsworthland. Er fließt aus dem Hudson-Gebirge in südlicher Richtung zur Pine Island Bay an der Walgreen-Küste.
Das Advisory Committee on Antarctic Names benannte ihn 2003 nach der deutschen Astrogeologin Bärbel Kösters Lucchitta (* 1938), einer Pionierin auf dem Gebiet der Messung von Gletscherfließgeschwindigkeiten in Antarktika mithilfe von Luft- und Satellitenaufnahmen.